# Liddy Holloway
Liddy Holloway (ur. 27 marca 1945 w Wellington, zm. 29 grudnia 2004) – nowozelandzka aktorka.
Była córką ministra gabinetu, pierwotnie pracowała jako dziennikarz. Przystąpiła do aktorstwa i miał długą karierę w teatrze. Ona też zagrała w Australii w 1980 roku z grając role w filmach fabularnych Squizzy Taylor i Clinic. Ukazywała się w rolach gościa w kilku epizodach opery mydlanej, serialach, dla której też napisała scenariusze.
29 grudnia 2004 po długiej chorobie zmarła na raka wątrobowokomórkowego, zostawiając troje dzieci.

## Filmografia
| Rok  | Tytuł                                | Tytuł oryginalny    | Rola               |
| ---- | ------------------------------------ | ------------------- | ------------------ |
| 2004 | Fracture                             | Fracture            | Gwen Peet          |
| 2004 | Wiosła w dłoń                        | Without a Paddle    | Bonnie Newwood     |
| 2003 | Sylvia                               | Sylvia              | Martha Bergstrom   |
| 2002 | Murder in Greenwich (TV)             | Murder in Greenwich | Dorothy Moxley     |
| 2001 | Jej Wysokość                         | Her Majesty         | Virginia Hobson    |
| 2000 | Jubilee                              | Jubilee             | Pani Crawford      |
| 1992 | Homeward Bound (serial TV 1992 - )   | Homeward Bound      | Janine Johnstone   |
| 1992 | Shortland Street (serial TV 1992 - ) | Shortland Street    | Alex McKenna       |
| 1986 | Queen City Rocker                    | Queen City Rocker   | Matka Stacy        |
| 1982 | Squizzy Taylor                       | Squizzy Taylor      | Nauczycielka tańca |

Źródło